# Frederik Kiørboe
Frederik Vilhelm Kiørboe (27. juli 1878 i Newcastle upon Tyne – 29. marts 1952) var en dansk arkitekt. 
Hans forældre var sømandspræst, senere sognepræst Carl William Kiørboe og Susanne Sophie Elisabeth Henriette Laub. Kiørboe blev bygningstegner, dimittent fra Teknisk Skole i København, og optaget på Kunstakademiet i november 1899. Han arbejdede som tegner hos Martin Nyrop, Johannes Magdahl Nielsen og P.V. Jensen-Klint.
Han var assistent ved tegneundervisningen på Landbohøjskolen og lektor i husbygning, formand for Bygningskommissionen i Søllerød Kommune samt medlem af Fredningsnævnet for Københavns Amtsrådskreds. Desuden Ridder af Dannebrog.
Han udstillede på Den frie Architektforenings udstilling 1915.
Kiørboe blev gift 10. juni 1906 i Bramdrup med Anna Margrethe Lössl (6. august 1888 i Kolding, dødsdato ukendt), datter af entreprenør Johan Georg Lössl og Anna Margrethe Rasmussen.

## Værker
- Konduktør ved opførelsen af landsbibliotek i Reykjavík, efter tegning af Johannes Magdahl Nielsen (1906-09)
- Møbler til samme, efter egen tegning
- Vodskov Kirke (1906-09, sammen med P.V. Jensen Klint og Povl Baumann)
- Forsamlingsgården Sundeved (1911)
- Vester Sottrup Skole (1911)
- Hus for herredsfulgmægtig Borchorst, Kolding (1911)
- Præstegård i Kolding (1912)
- Hus for Borchorst, Thorsted (1914)
- Villa, Jacobys Allé 13, nu Arveprins Knuds Kollegium, Frederiksberg (1918)
- Spisestue på Aggersvold
- Ombygning af direktør Bruhns villa, Ehlersvej, Hellerup (1920)
- Vartou, Kongens Lyngby (1923)
- Taksigelseskirken, København (1925-27)
- Vejle Hospital (1926)
- Villa, Spurveskjul 10 (præmieret af Frederiksberg Kommune 1927)
- Drogdensvej 1, Dragør (1928)
- Holte Kirke (1935-41)
- Forretningsejendom for bogtrykker Kai Lorentzen, Niels Hemmingsens Gade 12-16 (1936, sammen med Mogens Strøm Tejsen)
- Restaurering af Søllerød Kirkes indre (1941)
- Grosserer W. Kemps hus, Dronninggårds Allé 21, Holte (1941)
- Røsnæs præstegård, nyt stuehus (1949)
- Marketenderiet Capella, Københavns Frihavn, ombygning og udvidelse (1949)
- Kostald på Søbækgårds avlsgård
- Etageejendom for ejendomshandler Worre, Øverødvej, Holte
- Hus for fru Kierulf, Kajerødvej, Birkerød
- Tilbygning til ingeniør Pontoppidans hus, Vejlesøvej, Holte

### Dekorative arbejder
- Monument for Henning Matzen i Kongens Have (1915, sammen med Anders Bundgaard)
- Gravmonument på Assistens Kirkegård, København (1919, sammen med Einar Utzon-Frank)
- Monument for J.P. Jacobsen (anlægget i Thisted)
- Gravsten for herredsfuldmægtig Borchorst

### Projekter
- Flytning af Frihedsstøtten til Frederiksberg Runddel (1910)
- Hus for Einar Utzon-Frank på Bernstoffsvej (1918)
- Mindesmærke for "Dem der drog ud", Søndermarken (1924)
- Forslag til bebyggelse på Borgevej, Kongens Lyngby
- København, Ørstedsparken, forslag til monument for frk. Nathalie Zahle